# 阿爾塔蒙特 (伊利諾伊州)
阿爾塔蒙特（英語：Altamont）是一個位於美國伊利諾伊州埃芬漢縣的城市。

## 地理
阿爾塔蒙特的座標為39°03′25″N 88°44′51″W / 39.05694°N 88.74750°W，而該地的平均海拔高度為188米（即617英尺）。

## 人口
根據2010年美國人口普查的數據，阿爾塔蒙特的面積為3.67平方千米，均為陸地。當地共有人口2319人，而人口密度為每平方千米631.88人。